# فرودگاه آستوریاس
فرودگاه آستوریاس (به انگلیسی: Asturias Airport) یک فرودگاه همگانی با کد یاتا OVD است که یک باند فرود آسفالت دارد و طول باند آن ۲۲۰۰ متر است. این فرودگاه در کشور استرالیا قرار دارد و در ارتفاع ۱۲۷ متری از سطح دریا واقع شده‌است.

## شرکت‌های هواپیمایی و مقصدهای پروازی
خطوط هواپیمایی زیر به این فرودگاه تردد دارند:
| شرکت‌های هواپیمایی                    | مقصدهای پروازی |
| ------------------------------------ | --- |
| ایر اروپا                            | آلیکانته-الچه، پالما د مایورکا، تنریف جنوبی فصلی: فوئرته‌ونتورا، گرن کناریا، لانزاروته، منورکا، تنریف شمالی                                     |
| ایزی‌جت                               | استانستد لندن |
| easyJet Switzerland                  | فصلی: ژنو |
| ایبریا ایرلاین                       | مادرید-باراخاس |
| ایبریا ایرلاین اجرا توسط ایر نوستروم | پالما د مایورکا فصلی: گرن کناریا، لانزاروته، تنریف شمالی                                                                                       |
| ایبریا اکسپرس                        | هیترو لندن، مادرید-باراخاس فصلی: گرن کناریا, تنریف شمالی                                                                                       |
| تاپ پرتغال اجرا توسط TAP Express     | لیسبون پورتلا |
| ولوتی                                | آلیکانته-الچه، ایبیزا، منورکا، پالما د مایورکا، سن پابلو، والنسیا Summer Seasonal: مالاگا، مونیخ، ونیز مارکو پولو Winter Seasonal: تنریف جنوبی |
| ویولینگ                              | بارسلونا-ال پرات، لانزاروته، گاتویک، مالاگا، شارل دوگل پاریس، سن پابلو فصلی:پالما د مایورکا                                                    |